# Sant'Angelo a Scala
Sant'Angelo a Scala är en ort och kommun i provinsen Avellino i regionen Kampanien i Italien. Kommunen hade 737 invånare (2017).